# Gewimperd veenmos
Gewimperd veenmos (Sphagnum fimbriatum) is een soort uit het geslacht veenmos (Sphagnum). De standplaatsen met min of meer gebufferd water worden meestal gekenmerkt door aanwezigheid van enige schaduw, vaak van hoger opgaande vegetatie.

## Kenmerken
Dit type veenmos vormt losse tot dichte gazons. Typerend is de uivormige eindknop van de planten en het ontbreken van een metaalachtige glans als ze droog zijn. De stengels zijn bleekgroen tot strokleurig.
De lancetvormige tot breed lancetvormige stengelbladeren zijn 0,8–1,5(–2) millimeter lang, sterk ingesneden of omzoomd over de brede punt en vaak gedeeltelijk naar beneden aan de randen. De bladrand wordt tot een kwart van de bladvoet nauwelijks breder. De stengelbladeren zijn erg handig voor identificatie omdat ze breder zijn dan lang en ze vormen een sterke kraag rond de stengel.
De takken van gewimperd veenmos zijn langwerpig rond tot lang en smal en staan in kransen van twee tot vier takken, waarvan één of twee takken rechtop staan en één of twee takken aan de stam hangen.
De sporenkapsels zijn bruin en zien eruit als kleine olijven van bovenaf gezien.

## Verspreiding
In Nederland is gewimperd veenmos een vrij algemeen soort. Het komt in het gehele land voor met uitzondering van de kleigebieden en het zuidelijke deel van Limburg. Er lijkt sprake te zijn van enige achteruitgang, vooral in het westen van het land. Een mogelijke oorzaak hiervoor zou opgetreden verdroging van de groeiplaatsen kunnen zijn. Gewimperd veenmos is enigszins bestand tegen zilte omstandigheden en komt dan ook meer dan veel andere veenmossoorten langs de kust voor.

## Fotogalerij

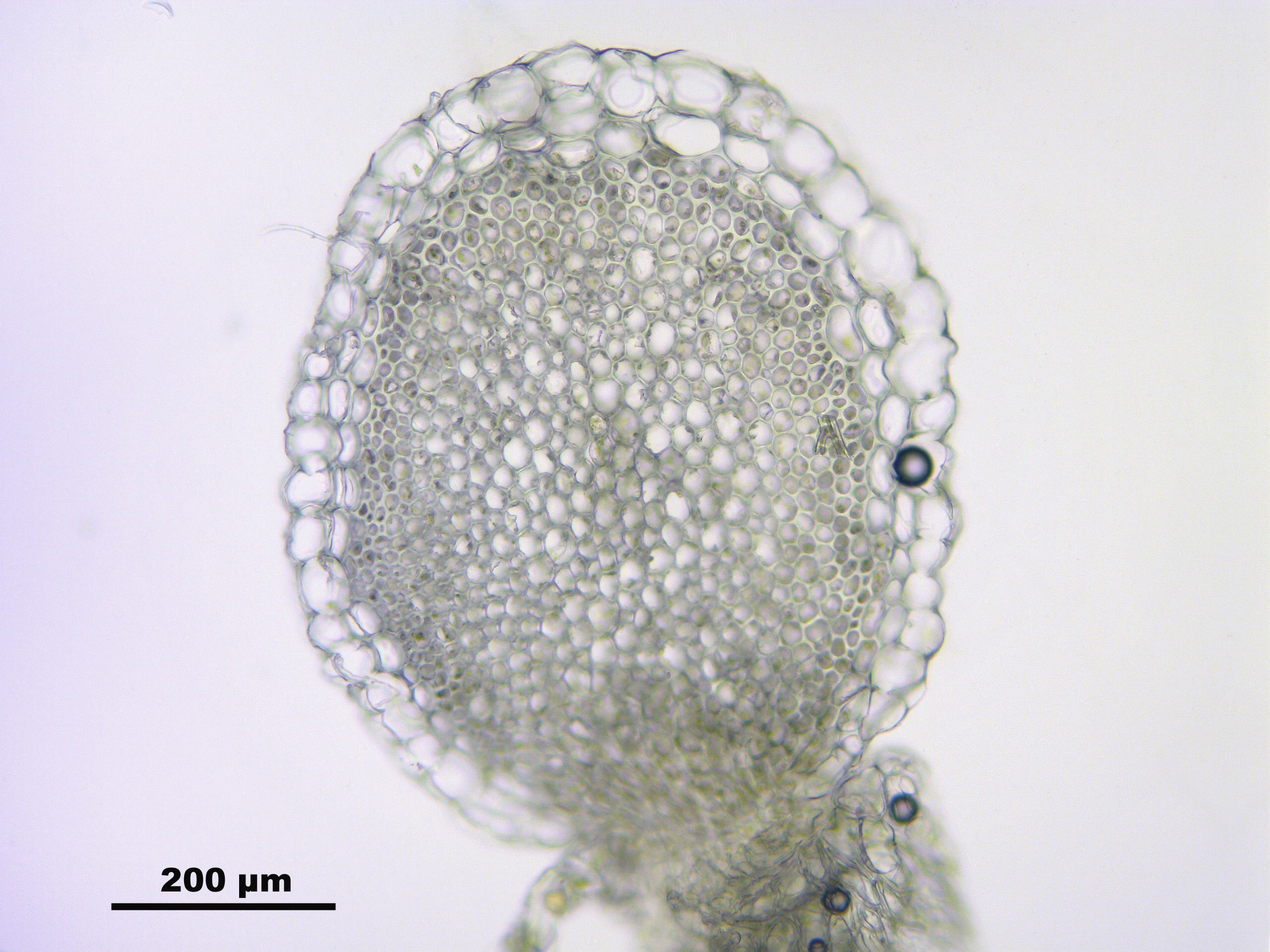
Stengeldoorsnede
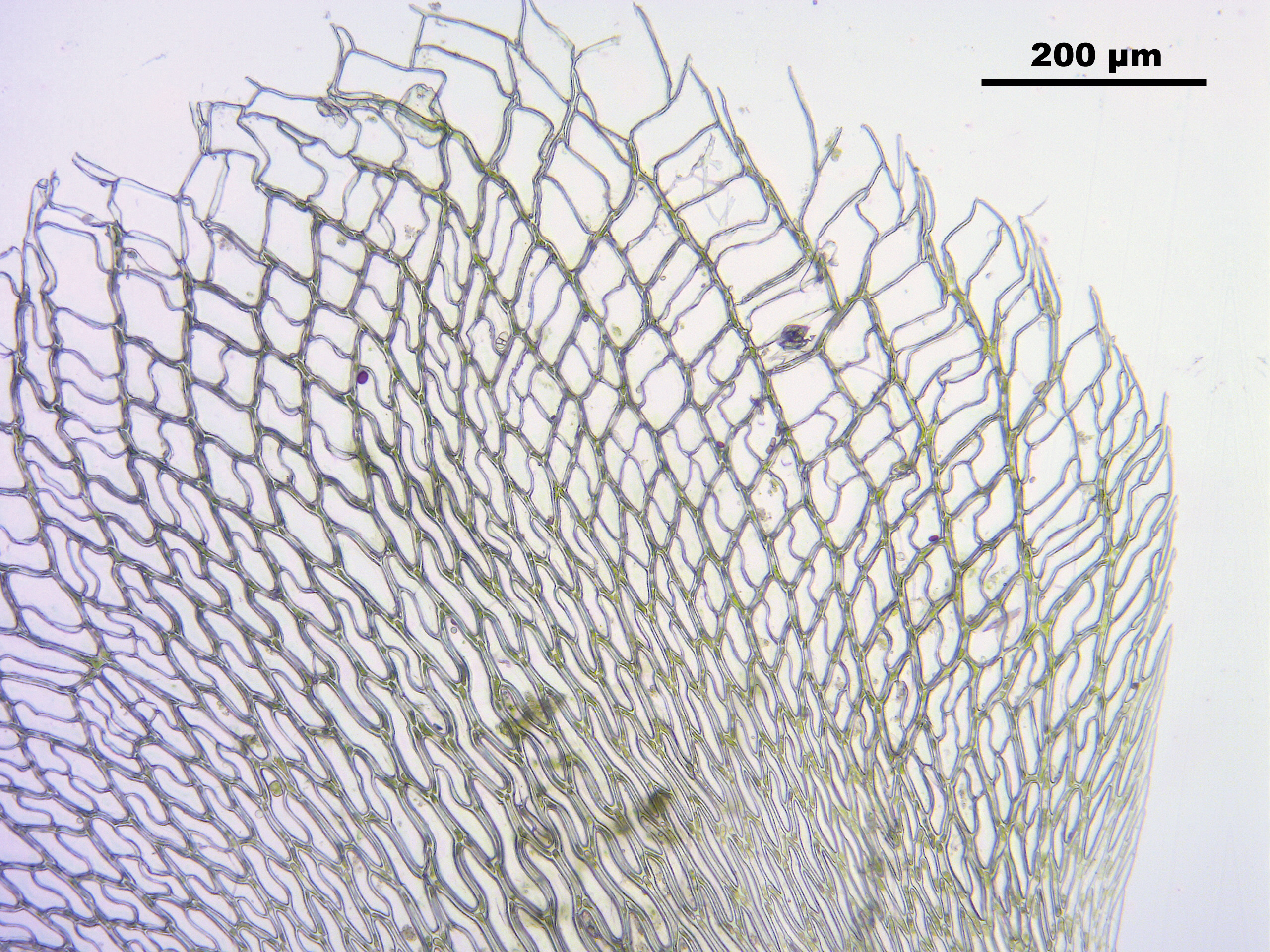
Blad
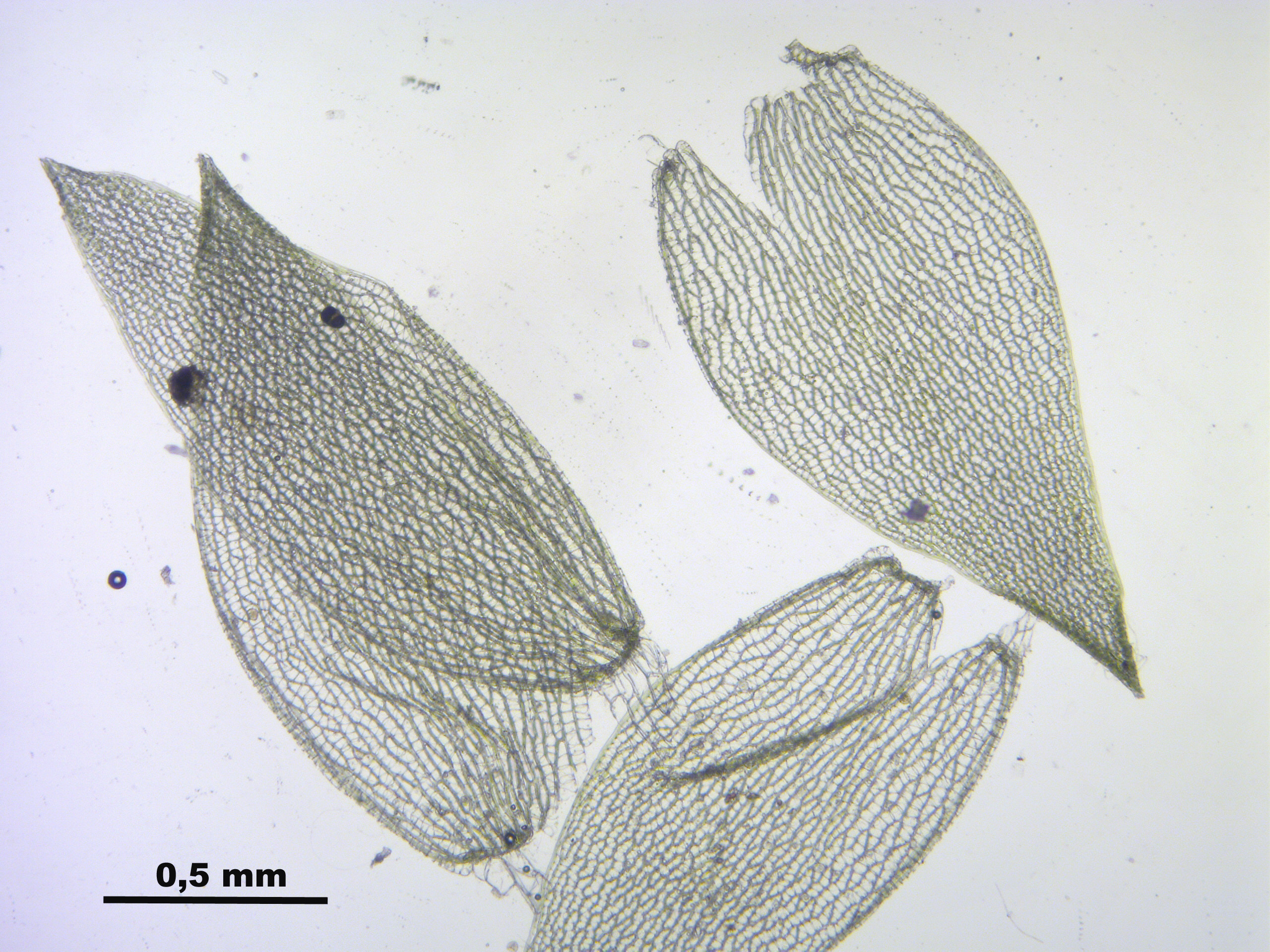
Blad